# Swessa
Swessa (ukrainisch Свеса; russisch Свесса) ist eine Siedlung städtischen Typs im Norden der ukrainischen Oblast Sumy mit etwa 6800 Einwohnern (2014).

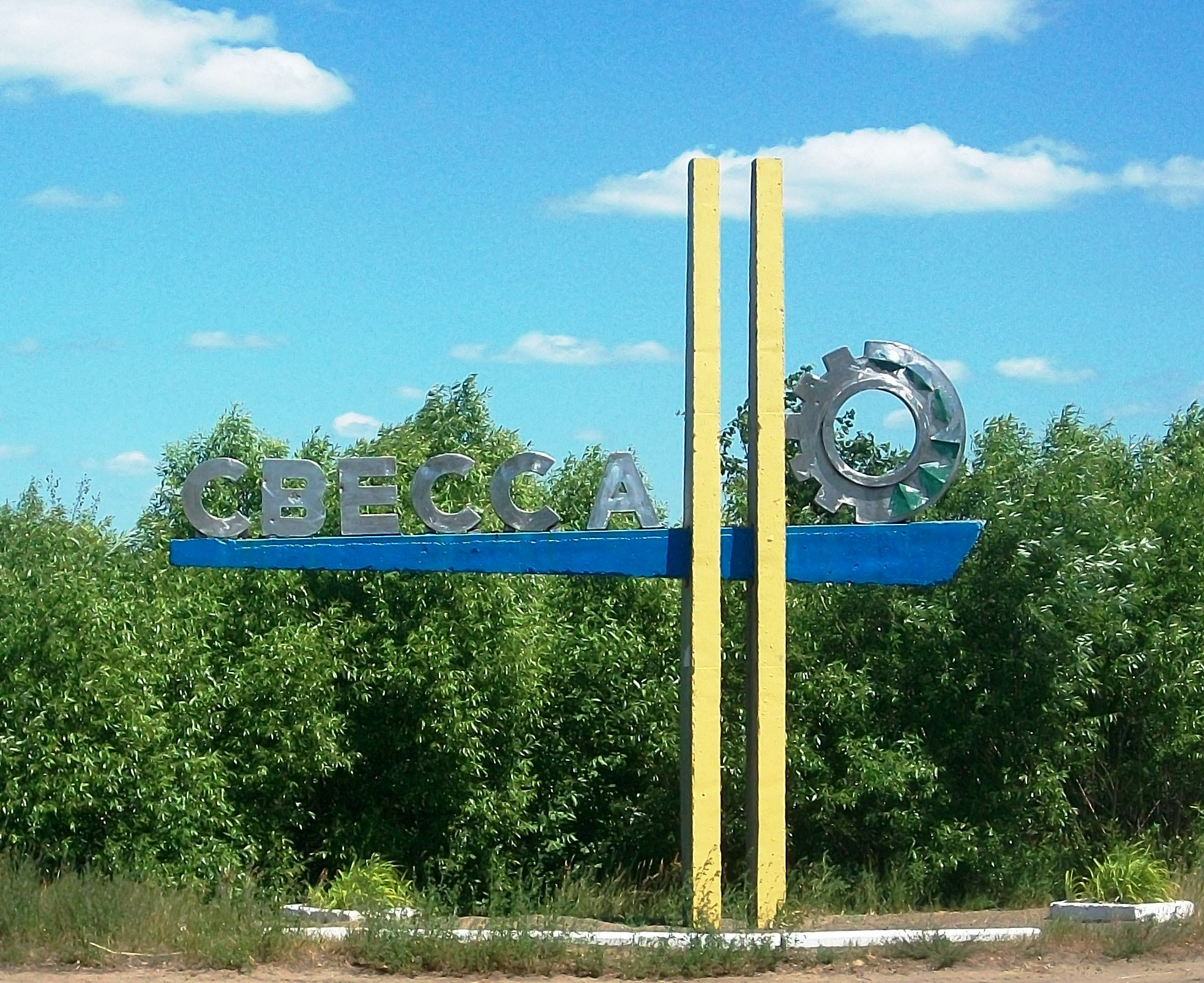
Ortseingang von Swessa

Swessa wurde erstmals 1670 erwähnt und ist seit 1938 eine Siedlung städtischen Typs.

## Geographie
Swessa liegt im  Rajon Jampil am Ufer des kleinen Flusses Swissa (ukrainisch Свіса) 13 km östlich vom ehemaligen Rajonzentrum Jampil.

## Verwaltungsgliederung
Am 12. Juni 2020 wurde die Siedlung zum Zentrum der neugegründeten Siedlungsgemeinde Swessa (Свеська селищна громада/Sweska selyschtschna hromada). Zu dieser zählen auch die 16 in der untenstehenden Tabelle aufgelisteten Dörfer, bis dahin bildete sie die gleichnamige Siedlungsratsgemeinde Swessa (Свеська селищна рада/Sweska selyschtschna rada) im Osten des Rajons Jampil.
Am 17. Juli 2020 kam es im Zuge einer großen Rajonsreform zum Anschluss des Rajonsgebietes an den Rajon Schostka.
Folgende Orte sind neben dem Hauptort Swessa Teil der Gemeinde:
| Name                     | Name           | Name                                |
| ukrainisch transkribiert | ukrainisch     | russisch                            |
| ------------------------ | -------------- | ----------------------------------- |
| Demjaniwka               | Дем'янівка     | Демьяновка (Demjanowka)             |
| Hyryne                   | Гирине         | Гирино (Girino)                     |
| Knjaschytschi            | Княжичі        | Княжичи (Knjaschitschi)             |
| Lomlenka                 | Ломленка       | Ломленка                            |
| Martschychyna Buda       | Марчихина Буда | Марчихина Буда (Martschichina Buda) |
| Mykytiwka                | Микитівка      | Никитовка (Nikitowka)               |
| Orliw Jar                | Орлів Яр       | Орлов Яр (Orlow Jar)                |
| Orliwka                  | Орлівка        | Орловка (Orlowka)                   |
| Rodioniwka               | Родіонівка     | Родионовка (Rodionowka)             |
| Rschane                  | Ржане          | Ржаное (Rschanoje)                  |
| Rudenka                  | Руденка        | Руденка                             |
| Schewtschenkowe          | Шевченкове     | Шевченково (Schewtschenkowo)        |
| Selena Dibrowa           | Зелена Діброва | Зелёная Диброва (Seljonaja Dibrowa) |
| Soryne                   | Зорине         | Зорино (Sorino)                     |
| Stepaniwka               | Степанівка     | Степановка (Stepanowka)             |
| Wesselyj Haj             | Веселий Гай    | Весёлый Гай (Wessjoly Gai)          |